# Aremark
Aremark é uma comuna da Noruega, com 321 km² de área e 1 437 habitantes (censo de 2004).